# Liste de synagogues de Russie
Cet article présente la liste de synagogues de Russie.

## Liste
| Nom                                             | Image | Ville             | Sujet                   | Inauguration      |
| ----------------------------------------------- | ----- | ----------------- | ----------------------- | ----------------- |
| Synagogue Beit T'shuva de Birobidjan            |       | Birobidjan        | Oblast autonome juif    |                   |
| Synagogue de Birobidjan                         |       | Birobidjan        | Oblast autonome juif    | 2004              |
| Synagogue de Derbent                            |       | Derbent           | Daghestan               | 1914              |
| Synagogue d'Irkoutsk                            |       | Irkoutsk          | Oblast d'Irkoutsk       | 1882              |
| Synagogue de Kazan                              |       | Kazan             | République du Tatarstan | date 1915 et 2015 |
| Synagogue de Königsberg                         |       | Kaliningrad       | Oblast de Kaliningrad   | août 1896         |
| Synagogue Bolshaya Bronnaya de Moscou           |       | Moscou            | Moscou                  | 2004              |
| Synagogue du Mémorial de l'Holocauste de Moscou |       | Moscou            | Moscou                  | septembre 1998    |
| Synagogue Marina Rosha de Moscou                |       | Moscou            | Moscou                  | 1925              |
| Synagogue chorale de Moscou                     |       | Moscou            | Moscou                  | 1er juin 1906     |
| Synagogue des soldats                           |       | Rostov-sur-le-Don | Oblast de Rostov        | 1872              |
| Synagogue chorale de Rostov-sur-le-Don (ru)     |       | Rostov-sur-le-Don | Rostov-sur-le-Don       | 1868              |
| Grande synagogue chorale de Saint-Pétersbourg   |       | Saint-Pétersbourg | Saint-Pétersbourg       | 20 décembre 1893  |
| Synagogue chorale de Tomsk                      |       | Tomsk             | Oblast de Tomsk         | 15 septembre 1902 |
| Synagogue de Vladivostok                        |       | Vladivostok       | Kraï du Primorié        | 5 octobre 1916    |
| Synagogue de Volgograd                          |       | Volgograd         | Oblast de Volgograd     | 1888              |